# Sylvain Martin
Pour les articles homonymes, voir Martin.
Sylvain Martin (dit Tintin), né le 31 août 1979 à Le Revest-les-Eaux (Var), est un joueur de rugby à XV français qui évolue au poste de pilier gauche au sein de l'effectif du Pays d'Aix (1,83 m pour 105 kg). 

## Carrière
- Jusqu'en 1999 : RC Toulon
- 1999-2002 : La Valette
- 2002-2007 : RC Toulon
- Depuis 2007 : Pays d'Aix RC

## Palmarès
- Champion de France de Pro D2 : 2005
- Champion de France Reichel : 1998
- Challenge des Provinces Reichel : 1998